# Onze-Lieve-Vrouw van Stepskapel

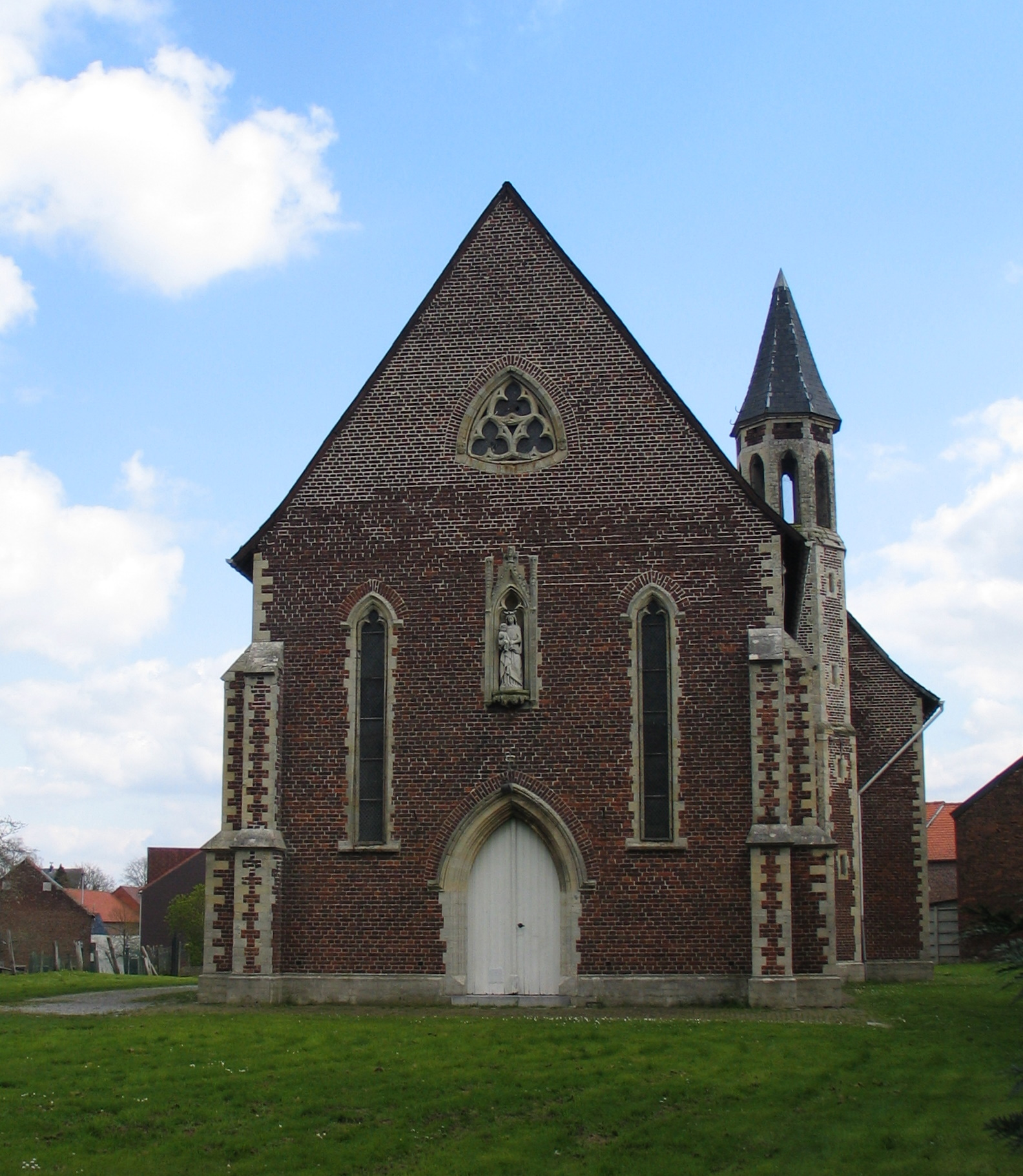
de kapel van O.L.V. van Steps

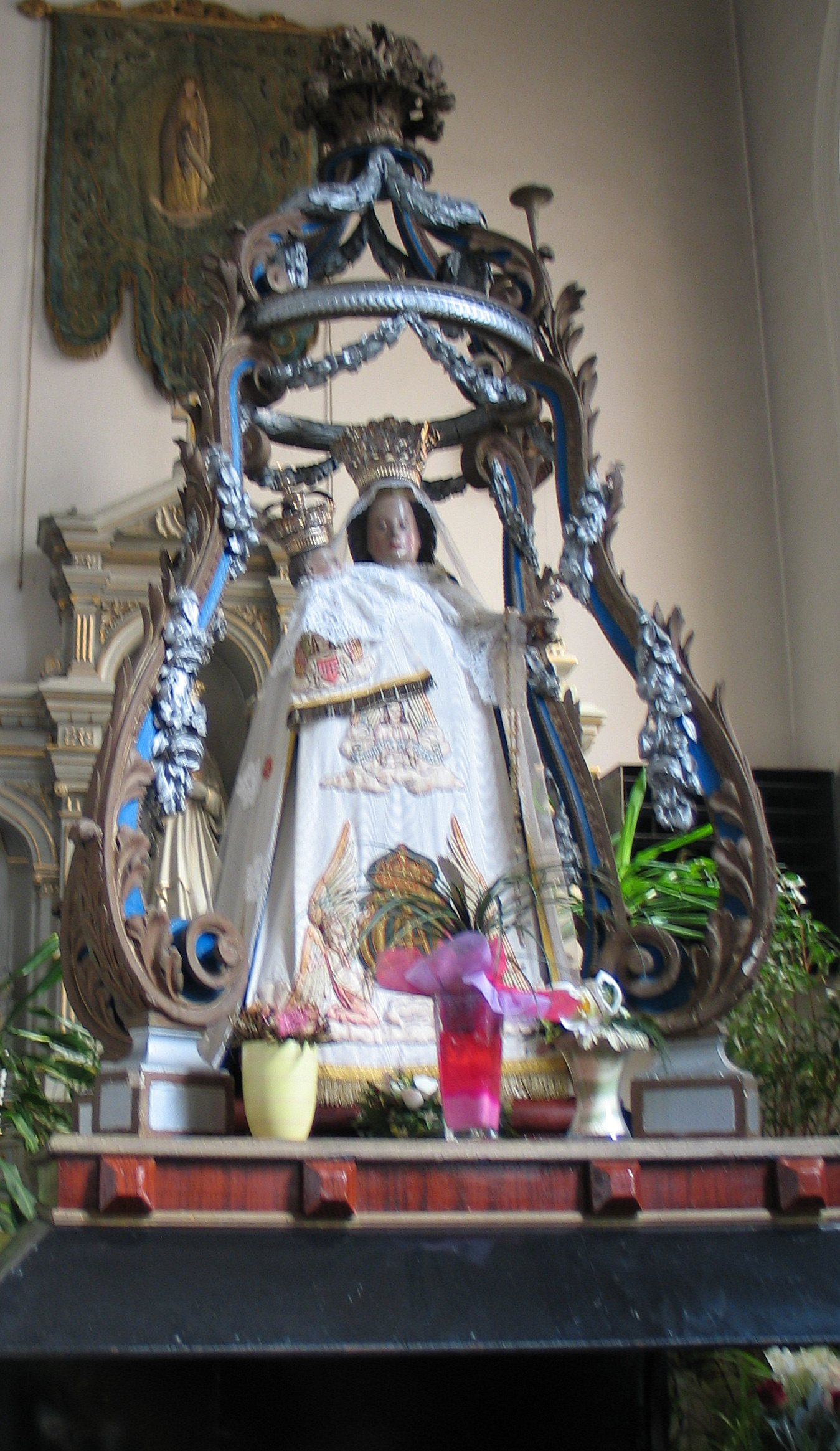
Het beeld van Onze-Lieve-Vrouw van Steps in de kerk van Montenaken

De Onze-Lieve-Vrouw van Stepskapel of kortweg de Stepskapel is een kapel te Montenaken in de Limburgse gemeente Gingelom. De kapel is gelegen in het westelijk deel van het dorp, ten westen van de Marktplaats, het plein van het dorp. Ze ligt in de nabijheid van de Stepsstraat waar een voetpad zich afsplitst om naar de kapel te gaan.

## Geschiedenis
In 1179 wordt er voor het eerst melding gemaakt van deze kapel.
In 1213 kreeg het beeld van de Onze-Lieve-Vrouw van Steps bekendheid door haar rol in de Slag van Steps op 13 oktober van dat jaar. De legende vertelt dat het beeld van de Onze-Lieve-Vrouw uit de kerk van Montenaken werd gehaald en naar het slagveld werd gebracht. Toen het beeld ter plaatse was scheen de zon zo fel dat het de ogen van de tegenstanders verblindde en ze zich overgaven.
In 1465 bleef de kapel gespaard van de vernielingen waar Montenaken mee te maken kreeg. In 1468 ging het miraculeus beeldje verloren. Het huidige beeldje stamt uit de 15e eeuw. In 1478 werd er een nieuwe kapel gebouwd bij de heropbouw van het dorp.